# ارسطالیس
ارسطالیس یا ارسطاطالس، در شاهنامه نام یک حکیم رومی است که در زمان تاج گذاری ِ اسکندر در خدمت او بود.
وی همواره اسکندر را اندرز می‌داد تا از دربند کردن و کُشتن بزرگان دوری نماید. از نظر شاهنامه همین ارسطالیس بود که اسکندر را به برقراری ملوک الطوایفی تشویق نمود.
هنگامیکه اسکندر درگذشت، ارسطالیس بر تابوت وی در اسکندریه حاضر گشت.
فردوسی در شاهنامه اینگونه توصیف این حکیم رومی را آغاز نموده‌است:
| حکیمی که بُد اَرسَطالیس نام |  | خردمند و بیدار و گسترده کام |

بسیاری معتقدند که ارسطالیس یا ارسطاطالیس شاهنامه، همان ارسطو (معلم اول) میباشد.